# Араша (копальня)
Копальня ніобієвих руд Араша (штат Мінас-Жерайс, Бразилія) — найбільше в світі за підтвердженими запасами та якістю ніобієвої руди серед родовищ, що експлуатуються. Площа його близько 15 км2. Вмісні породи — докембрійські кварцити та сланці. Карбонатити перекриті латеритною корою вивітрювання товщиною 100 м. Найбільш багаті ніобієм руди (2,5 % Nb2O5, на окремих ділянках — до 5 %) пов'язані з площовою корою вивітрювання. Запаси ніобію підраховані лише в пухких рудах (26,5 млн.т Nb2O5.
У корінних породах, пробурених одиночними свердловинами, ніобієва мінералізація (1,0-1,6 % Nb2O5) простежується на глибину 800 м.